# Kelly Blatz
Kelly Steven Blatz (Los Ángeles, California, Estados Unidos, 16 de junio de 1987) es un actor y cantante estadounidense. Hizo su debut actuando en la película de terror Simon Says. Tuvo un pequeño papel en The Oakley Seven en el 2006 y en el 2008, aparece en la adaptación de Prom Night.
Es más conocido por ser Charlie Landers y su alter ego Aaron Stone en la nueva y primera Serie Original de Disney XD, Aaron Stone. También Blatz es miembro de una banda de la cual es cantante, llamada Capra. En junio de 2009, él y su banda firmaron para Hollywood Records.
Capra hizo debut con, "Gypsy Jones" disponible en iTunes y Amazon. Su sencillo "Low Day" fue incluida en la imagen original de Disney XD, Skyrunners, que también protagonizó Kelly Blatz.
La revista Sky también le ha nombrado como "el ver en 2010". Ahora está en la nueva serie Glory Daze, con Tim Meadows. Acompañado con muchos talentosos actores, el reparto incluye a Julianna Guill, Bush Matt y Drew Seeley.

## Filmografía
| Año       | Serie o película      | Papel                         | Notas                      |
| --------- | --------------------- | ----------------------------- | -------------------------- |
| 2006      | Simon Says            | Will                          | Primera actuación          |
| 2006      | The Oakley Seven      | Zeke Guthrie                  | Personaje secundario       |
| 2007      | Zoey 101              | Gene                          | 1 Episodio                 |
| 2008      | From Within           | Dylan                         | -                          |
| 2008      | Whore                 | Rapero N.º 2                  | Personaje secundario       |
| 2008      | Prom Night            | Michael                       | Personaje secundario       |
| 2009-2010 | Aaron Stone           | Charlie Landers / Aaron Stone | Papel principal            |
| 2009      | April Showers         | Sean                          | Personaje secundario       |
| 2009      | Un verano adolescente | Devon                         | Personaje principal        |
| 2009      | Sonny With a Chance   | James Conroy                  | 1 episodio                 |
| 2009      | 90210                 | Max                           | Episodio: "Life's a Drag"  |
| 2009      | Skyrunners            | Nick Burns                    | Protagonista               |
| 2010-2011 | Glory Daze            | Joel Harrington               | Protagonista               |
| 2012      | Lost Ángeles          | Jared                         | Protagonista               |
| 2013      | Chicago Fire          | Oficial Elam                  | Episodio: " Let Her Go"    |
| 2013      | Reaver                | Chris                         | Corto                      |
| 2014      | Chicago P.D.          | Oficial Elam                  | Episodio: "Stepping Stone" |
| 2014      | 4 Minute Mile         | Drew Jacobs                   | Protagonista               |
| 2014      | One Heart             | Chase McClure                 | Papel secundario           |
| 2014      | Backmask              | Patrick                       | Protagonista               |
| 2016      | Fear the Walking Dead | Brandon                       | Recurrente (temporada 2)   |
| 2018      | Fuerzas Malignas      | Ben                           | Protagonista               |